# Fernand Ochsé
Pour les articles homonymes, voir Ochsé.
Fernand Ochsé (né le 11 janvier 1879 à Paris et mort assassiné le 5 août 1944 à Auschwitz) est un créateur juif français, dandy, auteur, compositeur et peintre.

## Vie
Fernand Ochsé est issu d'une famille de juifs négociants pauvres devenus aisés. Son frère aîné, Julien Ochsé (de) (1876-1936) est parolier, poète et directeur de revue littéraire. Ils vivent dans une grande villa à Neuilly-sur-Seine, où, autour de soirées souvent musicales, ils réunissent nombre de célébrités parisiennes. Julien Ochsé a épousé en 1906 la sculptrice belge Louise Esther Mayer, nièce du créateur du théâtre des Champs-Elysées Gabriel Astruc (qui demandera à Fernand Ochsé de participer à la décoration et aux peintures du théâtre) et petite-fille du Grand Rabbin de Belgique Élie-Aristide Astruc. Après la mort de son frère Julien, Fernand Ochsé en épouse la veuve.
Fernand Ochsé étudie au Conservatoire de Paris, où il rencontre Arthur Honegger (qui deviendra son jeune protégé), Maurice Ravel et Reynaldo Hahn, avec qui il est resté ami. Honegger lui dédie en 1918 le ballet Le Dit des Jeux du Monde et en 1930, l'opérette Les Aventures du roi Pausole. Il a composé des opérettes et nombreuses chansons.
Ochsé travaille avec son frère et organise des lectures et conférences à sa demande. Dans leur villa, ils tiennent des salons littéraires dédiés aux courants artistiques de leur temps. Il (co)crée décors et mises en scène. En 1923, il est responsable de la création de l'opérette Ciboulette de Reynaldo Hahn.
En 1928, il crée les costumes de La Chute de la maison Usher de Jean Epstein
En 1934, il dessine la couverture de l'édition des chansons du compositeur Pierre Octave Ferroud Trois Chansons de Jules Supervielle.
Il est aussi l'un des illustrateurs de La Revue musicale.
Son ami Proust écrit « Ochsé règne », Reynaldo Hahn, Honegger et bien d'autres disent et écrivent à son sujet force louanges. À 103 ans, en 2017, Gisèle Casadesus témoigne, depuis sa maison montmartroise d'une affectueuse admiration.

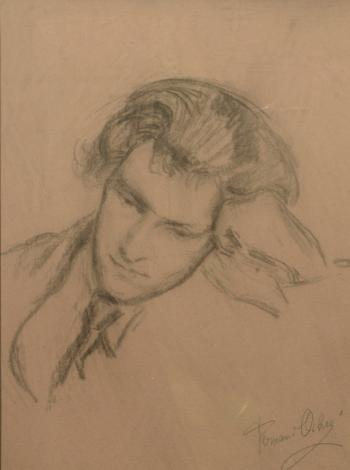
Arthur Honegger par Fernand Ochsé.

## Fin tragique
Louise et Fernand Ochsé ont fui en 1940 vers la zone occupée par l'Italie,

Ils sont arrêtés à Cannes en juillet 1944 et emprisonnés à Nice, puis déportés au camp de Drancy. Honegger ne peut, malgré ses démarches, les sauver. Ils sont déportés le 31 juillet 1944 par le Convoi 77vers le camp d'extermination d'Auschwitz, où ils sont assassinés. Leur dernière adresse est à la Clinique Montmorency, Route de Fréjus, Cannes (Alpes-Maritimes).

## Parmi ses œuvres
- « Propos sur le costume d'opérette », article in: Le Figaro artistique illustré, janvier 1931 — [PDF] en ligne.
- « La poésie dans l'opérette », article in: Conferencia. Revue mensuelle des lettres, 15 juillet 1938.
- C'était hier (valse chantée). Texte de Gustave Nadaud. Orchestre Marcel Cariven. Schallplattenaufnahme 1940.

Chant et piano
- Odelettes. Composition. Texte Henri de Régnier. Paris : Heugel, non daté.
- Le Parc. Poèmes des "Fêtes galantes" de Paul Verlaine. Composition. Berlin : Adolph Fürstner, 1913[13]
- Ce que je préfère. Texte und Composition. Paris : Choudens, 1933.
- Ménage moderne. Composition. Paris : Coda, 1934
- Réponse à Balzac. Composition. Texte Paul Dublin. Paris : éditions Coda, 1934.
- Me v'là ! Composition. Texte Paul Dublin. Paris : éditions Coda, 1934.
- Sur les toits. Composition. Texte P.-G. Dublin. Paris : S. Fox, 1935.
- Réponse à Balzac. Composition. Texte Paul Dublin. Paris : éditions Coda, 1934.
- Vite et doucement. Composition. Texte Paul Dublin. Paris : éditions Coda, 1934.
- L'Arithmétique. Composition. Texte P. G. Dublin. Paris : S. Fox, 1935.